# أبارات
أبارات (بالألمانية: Apparat)‏ (بالألمانية: Apparat ) هو موسيقي تكنو وإلكترونيك ألماني، وُلد في السابع والعشرين من شهر يونيو عام 1978 في كفيدلينبورغ في المانيا الشرقية.

## مسيرته الفنية
بدأ اهتمام ساشا بموسيقى التكنو في وقت مبكر، حيث أصبح في سن السادسة عشر موزع موسيقي في الحفلات الصغيرة في مسقط رأسه ساكسونيا أنهالت. بعدما انتقل ساشا إلى برلين في عام 1998 بدأ بإنتاج الموسيقى بنفسه و كذلك وفقًا لبعض الأقاويل ظهر شغفه بالأصوات التي تشبه دقات القلب، و كان يمكن تصنيف موسيقاه في البداية أنها من نوع الإليكترو والخلل ثم بعد ذلك أصبحت ممزوجة بالآلات الكلاسيكية. كان ألبومه الأول (Multifunktionsebene ) في عام 2001 إلكتروني، و في ألبومه الثاني (Duplex ) عام 2003 شرع ساشا بمزج الآلات الكلاسيكية مع الأصوات الإلكترونية.
في عام 1999 أصبح عضوًا مشاركًا في تأسيس شركة التسجيلات (Shitkatapult)، و لكنه ترك العمل بها فيما بعد لرغبته في التركيز بصورة أكبر على إنتاجه الموسيقي.
تعاون مع الن اليين في عام 2003 وعام 2006 في إنتاج ألبومين، أما في عام 2004 فقد كان تعاونه مع جون بيل.
أسس فرقة موديرات بالتعاون مع موديسلكتور والتي قد أصدرت ألبومها الأول عام 2009.
في عام 2011 وقع ساشا عقدًا مع شركة التسجيلات البريطانية ميوت (Mute)، و قد صدر ألبومه سير الشيطان (The Devil’s Walk) في العام ذاته محرزًا المركز الرابع والخمسين في ترتيب الأغاني الألمانية. و في عام 2013 أصدر المقطع الموسيقي (حرب وسلام: Krieg und Frieden) والذي كان موسيقى لإحدى مسرحيات تولستوي من إخراج سيباستاين هارتسمان في الاحتفال المسرحي روفيستشبيلي في ركلنهاوزن عام 2012.
و كانت أغنية الوداع (Goodbye) بالتعاون مع الفنانة Soap&Skin هي موسيقى المقدمة لمسلسل نيتفليكس ظلام في الأول من ديسمبر عام 2017.

## الأعمال الفنية

### الألبومات
- 2001: Multifunktionsebene
- 2003: Auf Kosten der Gesundheit
- 2003: Duplex
- 2006: Orchestra of Bubbles
- 2007: Walls
- 2009: Moderat
- 2011: The Devil’s Walk
- 2013: Krieg und Frieden
- 2013: II
- 2016: III
- 2019: LP5

### الأغاني الفردية
- 2001: Algorythm
- 2002: Tttrial and Eror (EP)
- 2003: Koax
- 2004: Can’t Computerize It
- 2004: Duplex (Remixes)
- 2005: Shapemodes (EP)
- 2005: Silizium (EP)
- 2006: Berlin, Montreal, Tel Aviv (Live-Hits)
- 2007: Holdon
- 2008: Arcadia Rmxs
- 2010: Sayulita

## وصلات خارجية
- أبارات على موقع IMDb (الإنجليزية)
- أبارات على موقع ميوزك برينز (الإنجليزية)
- أبارات على موقع قاعدة بيانات الأفلام السويدية (السويدية)
- أبارات على موقع أول ميوزيك (الإنجليزية)
- أبارات على موقع ديسكوغز (الإنجليزية)
- أبارات على موقع ديسكوغز (الإنجليزية)
- أبارات على موقع كينوبويسك (الروسية)

- صفحة أبارات على موقع Discogs
- صفحة أبارات على  قاعدة بيانات الأفلام